# Etruskologia

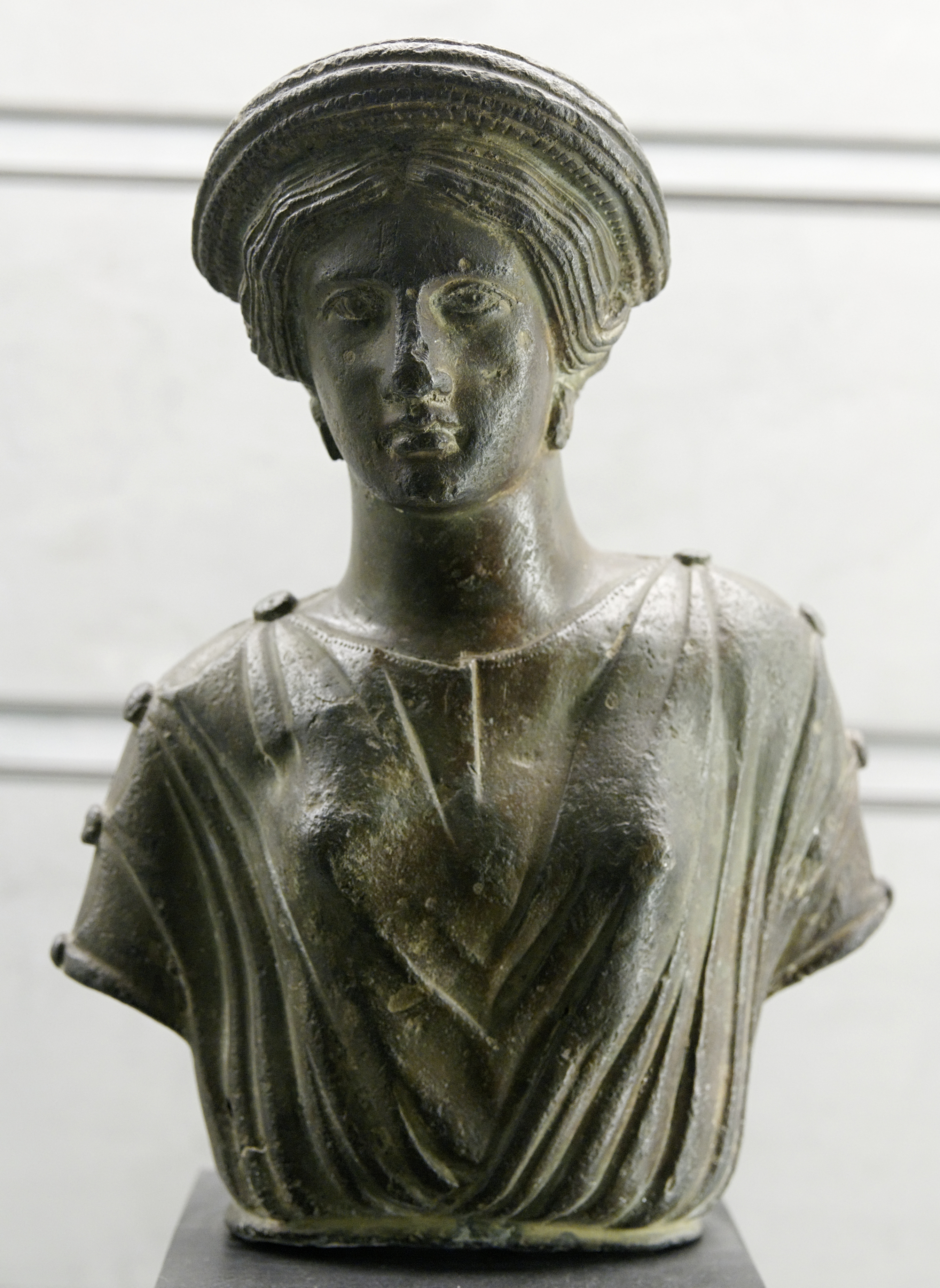
Etruska rzeźba

Etruskologia – historyczna nauka interdyscyplinarna, dział filologii klasycznej, której przedmiotem zainteresowań i badań jest starożytna cywilizacja Etrusków, wchłonięta przez Rzym w czasach republiki. 
Za prekursora etruskologii można uznać szkockiego historyka, Thomasa Dempstera, który z polecenia Wielkiego Księcia Toskanii Kosmy II napisał dzieło pt. De Etruria Regali Libri Septem. 
Wyróżniającymi się etruskologami byli i są m.in.:
- Starożytność: cesarz Klaudiusz
- obszar niemieckojęzyczny: Wilhelm Paul Corssen, Karl Otfried Müller, Wilhelm Deeke, Eva Fiesel, Otto-Wilhelm von Vacano, Ambros Josef Pfiffig, Carlo de Simone, Helmut Rix oraz obecnie Friedhelm Prayon, Cornelia Weber-Lehmann, Erika Simon, Otto Brendel, Gustav Körte
- Francja: Adolphe Noël des Vergers
- Holandia: Lammert Bouke van der Meer
- Włochy: Massimo Pallottino, Giuliano Bonfante, Larissa Bonfante, Luciana Aigner-Foresti, Pericle Ducati, Giovanni Colonna, Giulio Giglioli, Isidoro Falchi, Luigi Lanzi
- USA: Emeline Hill Richardson, Nancy Thomson de Grummond
- Polska: Witold Dobrowolski, Tadeusz Wolański

Badaczami zainteresowanymi bardziej etruskimi wpływami na kulturę i rozwój państwa rzymskiego byli m.in.: Robert E.A. Palmer, John F. Hall i Howard Hayes Scullard.